# Lucien Trinchan
Lucien Trinchan est un homme politique français né le 16 août 1793 à Limoux (Aude) et mort le 8 octobre 1887 à Carcassonne (Aude).

## Biographie
Avocat à Carcassonne, il est commissaire du gouvernement provisoire en février 1848. Il est député de l'Aude de 1848 à 1849, siégeant avec les républicains modérés. Il est préfet de l'Aude de mars à août 1871.

## Sources
- « Lucien Trinchan », dans Adolphe Robert et Gaston Cougny, Dictionnaire des parlementaires français, Edgar Bourloton, 1889-1891 [détail de l’édition]